# اولگ گازنکو
اولگ گازنکو (انگلیسی: Oleg Gazenko؛ ۱۲ دسامبر ۱۹۱۸ – November 17, 2007 (age 88)) فرد نظامی اهل اتحاد جماهیر شوروی سوسیالیستی بود.
وی همچنین برندهٔ جوایزی همچون مدال تسخیر برلین، نشان لنین، نشان انقلاب اکتبر، و جایزه دولتی اتحاد شوروی شده‌است.